# Jasenski prochod
Jasenski prochod albo Chimitlijski prochod (Ясенски проход albo Химитлийски проход) – przełęcz w środkowej Starej Płaninie, między jej trojansko-kałoferską i szipczensko-trewnenską częścią na wysokości 1210 m. 
Przez przełęcz prowadzi szlak ze wsi Jasenowo (obwód Stara Zagora) do wsi Stokite (obwód Gabrowo).
W latach 1877–1878 tędy przechodziły rosyjskie wojska gen. Nikołaja Stoletowa.
Obecnie nie jest asfaltowana.